# Henriette Geertruida Veth
Mr. Henriette Geertruida (Jet) Veth (Dordrecht, 7 augustus 1887 - Enschede, 18 april 1972) was een Nederlands juriste.

## Biografie
Veth was lid van het patriciaatsgeslacht Veth en een dochter van de Dordtse koopman en wethouder Huibert Veth (1847-1907) en diens tweede vrouw Anna Wilhelmina Gerarda Kaiser (1849-1905). Ze was een zus van Cornelis Veth (1880-1962) en bleef ongehuwd.
Veth werd na haar promotie in de rechten in 1910 advocate en adjunct-secretaris van de Voogdijraad in 's-Gravenhage. Later was ze secretaris van de Voogdijraad in Almelo in welke laatste plaats ze ook rechter-plaatsvervanger was. In 1955 was zij daarnaast lid van de Almelose Reclasseringsraad.
Veth heeft zich tijdens haar werkzame leven veel beziggehouden met de positie van het kind in het Nederlandse recht. Zij pleitte al vanaf 1914 voor afzonderlijke kinderrechters. Ze pleitte ook voor het onttrekken van kinderen onder de 14 jaar aan het strafrecht.
In 1913 werd zij benoemd tot bestuurslid van de Haagse Vereniging "Zedelijke Opvoeding". Vanaf 1919 was zij lerares aan de toen opgerichte Rijks-HBS in Almelo, hetgeen zij enkele jaren zou blijven. Ze was actief in de Nationale Vrouwenraad, waar ze bijvoorbeeld in 1925 zitting had in een commissie die dwangmaatregelen onderzocht tegen hen die hun wettelijke onderhoudsplicht verzuimden. Als spreker voerde zij vaak het woord over de kinderbescherming, en publiceerde daar ook over. In 1928 werd ze redactielid van het Maandblad voor berechting. Op vergaderingen van de Vereniging van secretarissen van Voogdijraden voerde zij vaak het woord, met name als het ging om voorgestelde wetsontwerpen dan wel door haar opgestelde pre-adviezen inzake wetsontwerpen zoals in 1933 bij de herziening van het kinderrecht. Ook in het kader van de viering in 1930 van 25 jaar kinderwetten trad zij als spreker op.
In 1946 werd Veth benoemd tot ridder in de Orde van Oranje-Nassau en in 1955 werd zij bevorderd tot officier in die orde.